# Roskilde højskole. Landsleder-kursus.
|  | Denne artikel er oprettet af botten Steenthbot ud fra en ekstern database. Den kan derfor have sproglige fejl eller mangler. Denne skabelon kan fjernes efter kontrol af indholdet. |

Roskilde højskole. Landsleder-kursus. er en dansk dokumentarisk optagelse fra 1936.

## Handling
I DSU ungdomshjemmet er der forskellige aktiviteter. Studiekredse og foredrag, men også fest og bal. Poul Hansen taler til de unge.
36 m.: DSU holder Landslederkursus på Roskilde højskole. Kursister på udflugt til Midtsjælland. Otto V. Nielsen dirigerer sangtimen. Korte klip fra Langebro, hovedbanegården og Lillebæltsbroen.